# Leena Günther

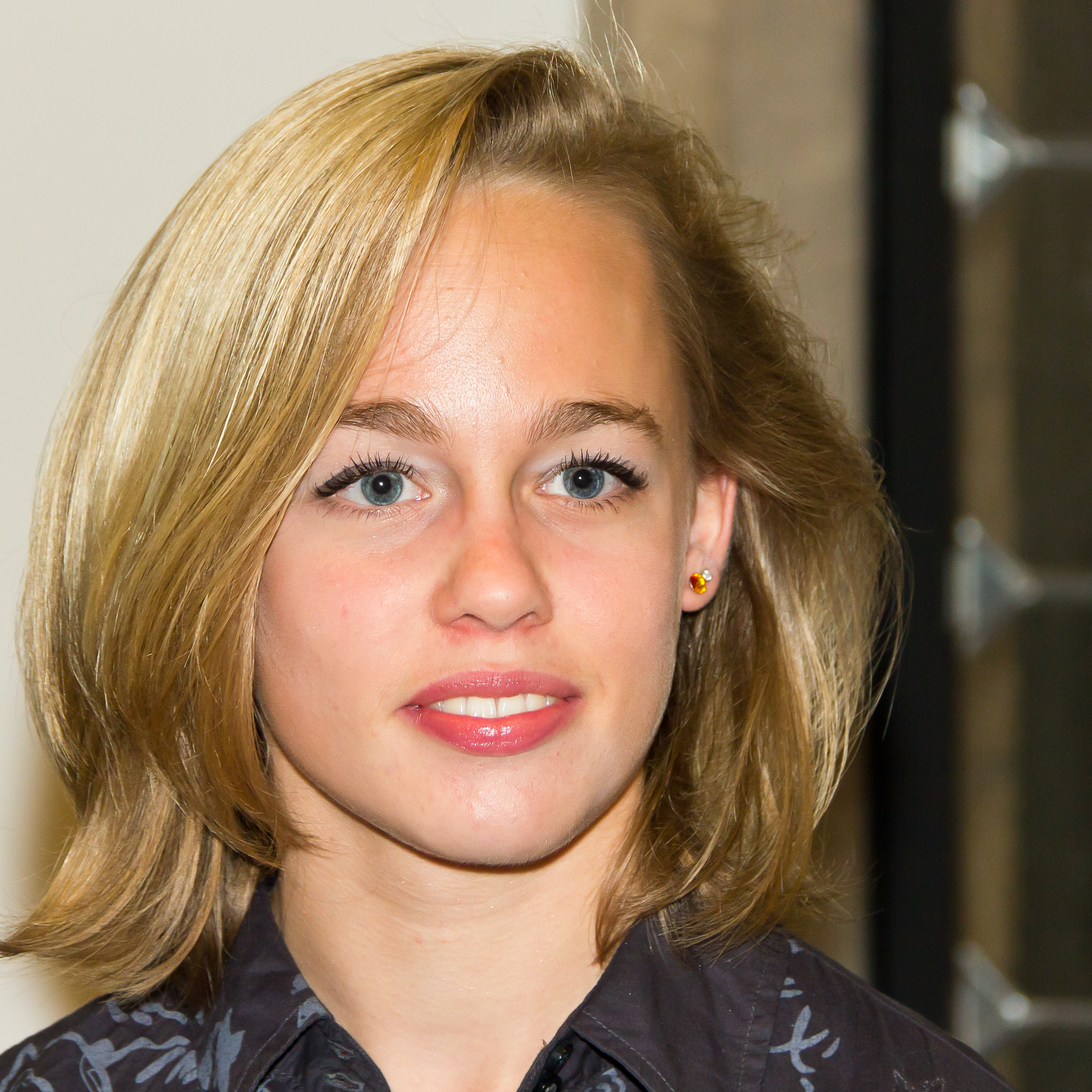
Leena Günther 2012

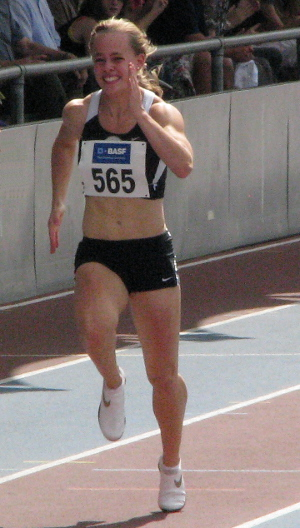
Günther beim DLV-WM-Testwettkampf 2011 in Mannheim

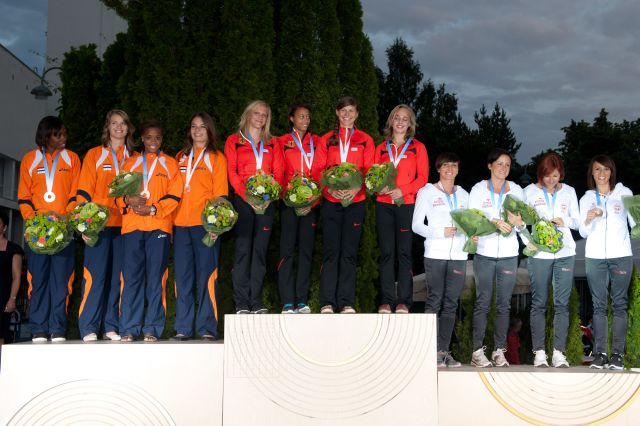
Siegerehrung bei den Europameisterschaften 2012

Leena Günther (* 16. April 1991 in Köln) ist eine deutsche Leichtathletin. Sie wurde 2012 Europameisterin mit der deutschen 4-mal-100-Meter-Staffel.

## Leben
Sie betreibt seit 2002 Leichtathletik. Die Sprinterin startet für das LT DSHS Köln. Günther wurde 2008 Deutsche B-Jugendmeisterin über 100 Meter und 2010 Deutsche Jugendmeisterin über 100 Meter, 200 Meter und mit der 4-mal-100-Meter-Staffel des LT DSHS Köln. Sie wurde somit zur erfolgreichsten Athletin der Meisterschaften. 2011 wurde Günther Deutsche Juniorenmeisterin über 100 Meter und mit der 4-mal-100-Meter-Staffel. Bei ihrem ersten Start in der Aktivenklasse wurde sie 2011 Zweite über 60 Meter in der Halle sowie im selben Jahr über 100 Meter im Freien.
International konnte Günther mit der deutschen Staffel über 4-mal 100 Meter bei den U20-Europameisterschaften 2009 in Novi Sad und bei den U20-Weltmeisterschaften 2010 in Moncton/Kanada die Silbermedaille gewinnen. Im Einzel wurde sie Vize-U23-Europameisterin 2011. Für die Weltmeisterschaften 2011 in Daegu wurde sie vom DLV für die Staffel und – als einzige deutsche Sprinterin neben Yasmin Kwadwo – für einen Einzelstart über 100 Meter nominiert.
Ihren bislang größten Erfolg feierte Günther bei den Europameisterschaften 2012 in Helsinki, als sie als Startläuferin mit der deutschen 4-mal-100-Meter-Staffel um Anne Cibis, Tatjana Pinto und Verena Sailer Europameisterin wurde. In derselben Besetzung erreichte die Staffel bei den Olympischen Spielen in London Platz fünf.
Günther begann nach dem Abitur am Kölner Apostelgymnasium ein Studium der Medizin.
Im Februar 2016 nahm Günther offiziell Abschied aus der Nationalmannschaft, da sie ihr Studium mehr in den Vordergrund rücken wollte.

## Persönliche Bestzeiten
- 100 Meter: 11,33 s, 27. Juli 2012 in Weinheim
- 200 Meter: 23,15 s, 28. Mai 2012 in Straßburg
- 60 Meter/Halle: 7,34 s, 26. Februar 2011 in Leipzig